# Травесті
Травесті (фр. travestie, від італ. travestire — перевдягатися) — акторське амплуа з перевдягання, щоб грати іншу стать.
Чоловіки-травесті спрадавна грали жінок, акторки-травесті — хлопчиків.
До травесті належать: у драматичному театрі ролі дівчат, яким по ходу дії доводиться видавати себе за чоловіків, перевдягатися в чоловічий одяг (наприклад, Беатріче в комедії К. Гольдоні «Слуга двох панів»; Габріель у водевілі Ф. А. Коні «Дівчина-гусар»), і ролі дітей і підлітків, що виконуються дорослими акторками (наприклад, Герда і Кай в п'єсі-казці Є. Л. Шварца «Снігова королева»); у опері партії хлопців, що виконуються жінками (мецо-сопрано, контральто) (наприклад, Зібель — «Фауст» Ш. Гуно, Лель — «Снігуронька» Н. А. Римського-Корсакова). У балеті одним із всесвітньо відомих травесті-шоу є «Чоловічий балет Валерія Михайловського», де всі жіночі партії виконують чоловіки.
Наразі під травесті-шоу мають на увазі акторів та акторок, перевдягнутих у протилежну стать, що виконують естрадні номери, пародії та показують клоунаду.
Перший відомий приклад в Україні естрадного, а не клубного травесті-артиста: Вєрка Сердючка.